# East of the River Nile
Az East of the River Nile egy 1977-es dub album    Augustus Pablo jamaicai zenésztől.  Az albumon közreműködik a  The Wailers zenekar, Bob Marley háttérzenekara.

## Számok
1. Chant to King Selassie I  (Ja-Malla Band)
2. Natural Way (Ja-Malla Band)
3. Nature Dub
4. Upfull Living (The Upsetters)
5. Unfinished Melody (The Upsetters)
6. Jah Light
7. Memories of the Ghetto (The Upsetters)
8. Africa (1983)
9. East of the River Nile
10. Sounds from Levi
11. Chapter 2
12. Addis Ababa

## Zenészek
- Mix: King Tubby,  ("Upful Living" -  Lee Perry)
- Augustus Pablo – Orgona, zongora, húrosok, billentyűsök, clavinet, melodika
- Aston "Family Man" Barrett – basszusgitár
- Clayton Downie – basszusgitár
- Robert "Robbie" Shakespeare – basszusgitár
- Earl "Bagga" Walker – basszusgitár
- Carlton "Carlie" Barrett – dob
- Noel "Alphonso" Benbow – dob
- Max Edwards – dob
- Earl "Chinna" Smith – gitár
- Everton DaSilva – ütősök
- Jah Malla Band –   "Chant To King Selassie I"   "Natural Way"